# Dżisrajn
Dżisrajn (arab. جسرين) – miejscowość w Syrii, w muhafazie Damaszek. W 2004 roku liczyła 9442 mieszkańców.